# Colostygia baffinensis
Colostygia baffinensis är en fjärilsart som beskrevs av Mcdunnough 1939. Colostygia baffinensis ingår i släktet Colostygia och familjen mätare. Inga underarter finns listade i Catalogue of Life.